# Lev Saakov
Lev Saakov (russisk: Лео́н Никола́евич Саа́ков) (født 30. november 1909 i Gjumri i det Russiske Kejserrige, død 10. marts 1988 i Moskva i Sovjetunionen) var en sovjetisk filminstruktør og manuskriptforfatter.

## Filmografi
- Steppen gryer (Степные зори, 1953)[1][2]
- Vesna na Odere (Весна на Одере, 1967)